# Gemeindehaus Matthäusgemeinde

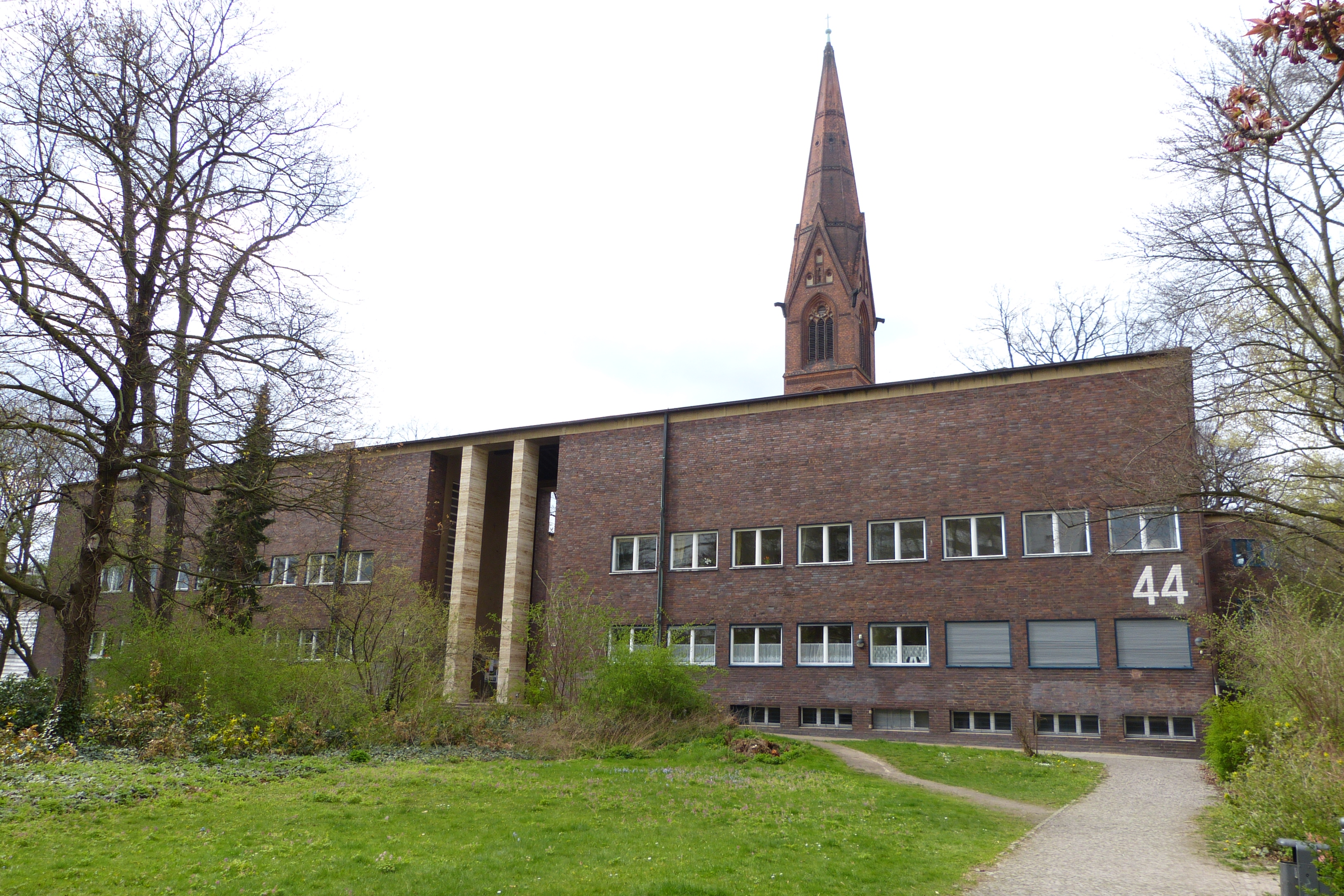
Gemeindehaus der Matthäusgemeinde

Das Gemeindehaus der Evangelischen Matthäus-Kirchengemeinde in Berlin-Steglitz befindet sich in der Schloßstraße 44 direkt vor der Matthäuskirche gelegen. Erbaut wurde es von 1928 bis 1930 im Stile der Neuen Sachlichkeit. Die Architekten waren Otto Rudolf Salvisberg und Rudolf W. Reichel. Es ist weltweit das einzige freistehende Gemeindehaus, das O. R. Salvisberg gebaut hat. Das Gemeindehaus steht unter Denkmalschutz.

## Geschichte
Bis 1950 gab es in Steglitz nur eine Kirchengemeinde mit drei Kirchenbezirken: die Markuskirche von 1912, die Matthäuskirche von 1880 und die Lukaskirche von 1919. Das einzige große Gemeindehaus (fertiggestellt 1907) befand sich in der Mittelstraße 33 (heute Griechisch-orthodoxe Kirchengemeinde). 1926 hatte die Kirchengemeinde etwa 86.000 Gemeindemitglieder, sodass der Bau von zwei Gemeindehäusern unumgänglich wurde. Das von 1928 bis 1930 erbaute Gemeindehaus für den Markus-Kirchenbezirk befindet sich in der Albrechtstraße 81.

## Bau
Es erwies sich als schwierig, ein geeignetes Baugelände für das Gemeindehaus des Matthäus-Kirchenbezirkes zu finden. Man entschied sich, durch Grundstückskäufe und -tausch einen Bauplatz zwischen der Matthäuskirche und dem Schulhaus (heute Grünfläche Schloßstraße 43) unter Einbeziehung eines Teiles des nicht mehr genutzten Kirchhofes zu schaffen.
Als Vorgabe für die Architekten wurde festgesetzt, die Wirkung der Kirche nicht zu beeinträchtigen sowie ein eigenständiges Bauwerk zu schaffen ohne Anlehnung an den neugotischen Baustil der Kirche. Außerdem sollte das Gebäude einen Saal sowie Räume für die Konfirmanden- sowie die weitere Gemeindearbeit, die Verwaltung der Steglitzer Kirchengemeinde und Dienstwohnungen beherbergen.
Als Architekt wählte man auf Vorschlag des Stadtbaurats Fritz Freymüller unter Verzicht auf einen Wettbewerb Otto R. Salvisberg, der damals im Nachbarortsteil Südende wohnte und in Berlin sein Architekturbüro hatte. Die Bauzeit dauerte von September 1928 bis November 1930. Die ausführende Baufirma war Richter & Schädel aus Berlin-Steglitz. Zur Finanzierung des Projekts nahm die Gemeinde bei der städtischen Sparkasse einen Kredit von 500.000 RM auf. Die Gesamtbaukosten beliefen sich – inklusive Ausstattung – auf 650.000 RM.
Die Verwendung von rotbraunen Eisenklinkern ergab optisch eine klare Unterscheidung zu der mit rötlichen Backsteinen gebauten Kirche. Der Baukörper ist horizontal ausgerichtet mit möglichst geringer Vertikalentwicklung, um die Höhenwirkung der Kirche zu steigern. Hierzu trägt auch das flach geneigte Dach bei, das mit einer Tekuta-Kupferdeckung gedeckt ist.
Das U-förmige Gemeindehaus schirmte schon damals mit seinem Quergebäude den Innenhof vor dem Lärm der Schloßstraße ab. Die ruhige Fassade öffnet sich mittig durch einen breiten Durchgang mit vier Pfeilern für den Durchblick zur Matthäuskirche. In der Höhe reicht er bis zu den Dachsparren. Im Gegensatz zur Fassade sind die Wände der Pfeilerhalle verputzt und bilden optisch einen eigenen Raum. Den Sparmaßnahmen zum Opfer fiel die künstlerische Gestaltung der Wände wie auch die endgültige Gestaltung des quadratischen Innenhofes.
Im linken Flügel fallen die acht Fenster des Gemeindesaales, die über zwei Etagen reichen, sowie der optisch hervorgehobene Eingang ins Auge. Die Nische im Eingangsbereich ist mit hellem Travertin verkleidet – genauso wie die Pfeiler und das Band am Dachsims. Abends wurde der Anklang an den Art-déco-Stil durch die mittels Milchglas indirekte Deckenbeleuchtung noch verstärkt.
Die weiteren Hauseingänge sind vom Durchgang nicht sichtbar. Der barrierefreie Eingang zur Küsterei (Gemeindebüro) wurde erst 2013 gebaut.
Rechts neben dem Haupteingang befindet sich der einzige äußere Gebäudeschmuck, ein Geschenk des Kirchenkreises Kölln-Land I: Der Steglitzer Bildhauer August Rhades (1886–1979) schuf das Keramikrelief mit dem Gleichnis von den klugen und törichten Jungfrauen (Neues Testament Matthäus Kapitel 25, Verse 1 bis 13). Die klugen Jungfrauen richten ihren Blick auf die Kirche. Im Relief wird der Vers 13 zitiert: „Wachet, denn ihr wisset weder Tag noch Stunde, in welcher des Menschen Sohn kommen wird.“.
Der Eingangsbereich wurde als Garderobe für die 350 Saal- und 100 Emporenbesucher konzipiert. Später wurde die Eingangshalle für Veranstaltungen genutzt. Am 6. Juni 1967 wurde ihr im Anschluss an die 100-Jahr-Feier der „von Bodelschwinghschen Stiftungen Bethel“ in der Matthäuskirche in Anwesenheit von Friedrich von Bodelschwingh und Bischof D. Kurt Scharf der Name „Bethel-Halle“ verliehen. Im Zuge der Renovierung 1978 fertigte der Kirchenälteste und Kunsterzieher an der Paulsen-Oberschule, Heinz Krieg, zusammen mit Kindern der Gemeinde ein Triptychon. Die einzelnen Leinwände sind 1,8 × 2 m groß. Man sieht Szenen aus dem Alten Testament (links), dem Leben Jesu (Mitte) und der Apostelgeschichte (rechts).

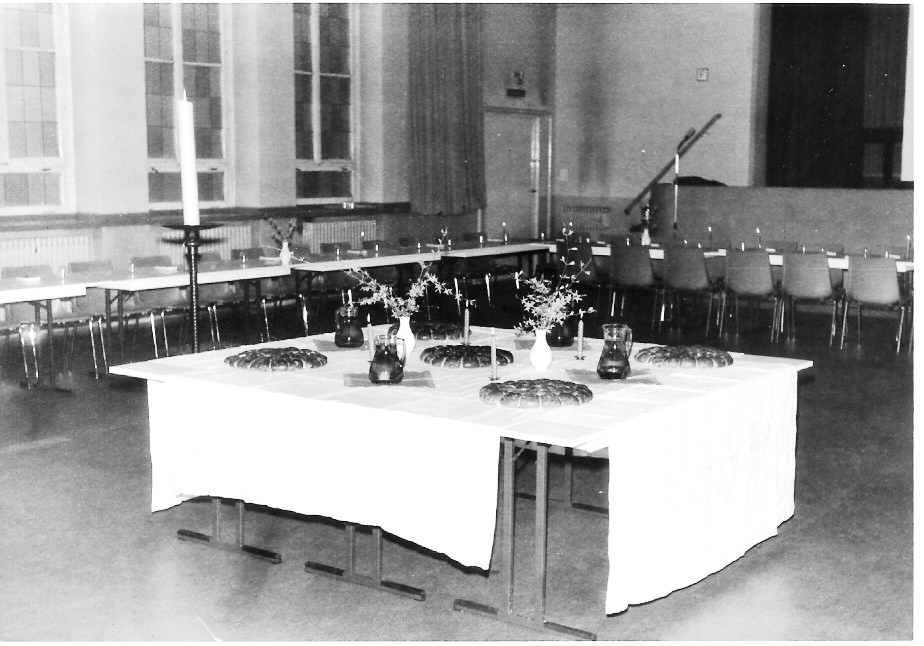
Vorbereitung einer Abendmahlsfeier im Saal des Gemeindehauses 1973

Vom Eingangsbereich gingen die vier Konfirmandenräume für die vier Matthäuspfarrer ab. Zwei der Räume trennte eine schalldichte Rollwand. Nach deren Öffnung entstand ein großer Veranstaltungsraum.
Im dahinterliegenden Treppenhaus führen zu beiden Seiten schlichte, aber mit eleganter Linienführung gestaltete Treppen bogenförmig hinauf zum Saal. Dieser nimmt die gesamte Breite des Gemeindehauses ein. Über den Eingangsbereich befindet sich eine Empore. Die Fenster wurden mit neuartiger Ätz- und Schliffarbeit getönt gestaltet (nicht mehr erhalten). Weitere farbige Akzente setzten die dunkelblaue, mit silbernen Absetzungen versehene Decke und der tiefrote Bühnenvorhang. Für die Beleuchtung befinden sich über den Fensterreihen aufwendig konstruierte Lichtleisten. Der Saal besaß eine Furtwängler-Orgel mit 22 Registern (nur noch ein Teil der Orgelpfeifen vorhanden). Hinter der Empore befindet sich der Filmvorführraum.
Im Erdgeschoss des mittleren Teiles des Gemeindehauses befanden sich die Verwaltungsräume u. a. für die Steglitzer Kirchengemeinde und die Matthäusküsterei (= Gemeindebüro). In der ersten Etage lagen das Behandlungszimmer der Gemeindeschwester und ihre Wohnung sowie das Lutherzimmer für die Sitzungen des Gemeindekirchenrates.
Im Seitenflügel rechts erhielten nun auch die anderen beiden Pfarrer ihre Dienstwohnungen (zwei Pfarrer wohnten im 1898 fertig gestellten Pfarrhaus Rothenburgstraße 32).

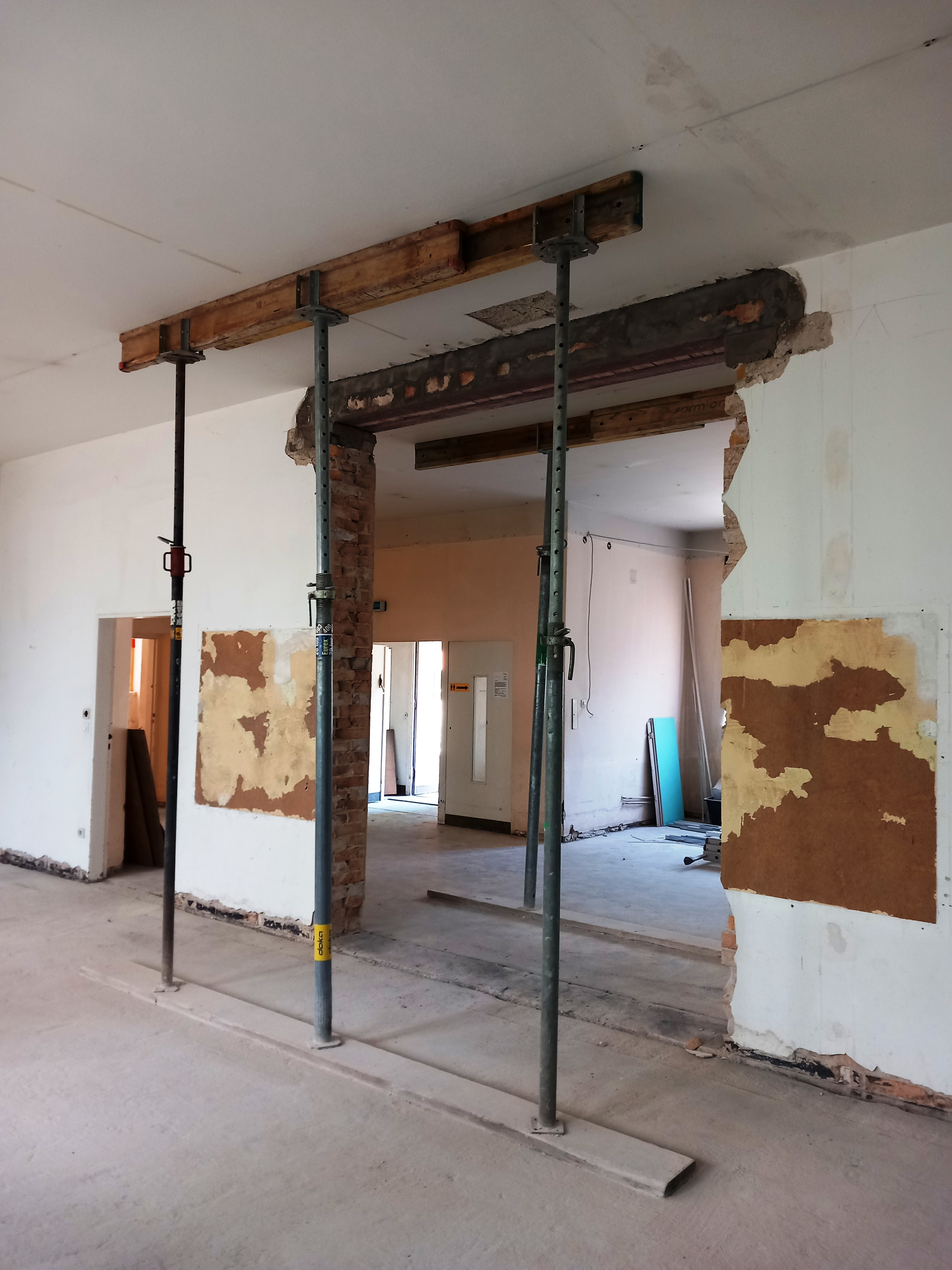
Sanierungs- und Umbauarbeiten im Erdgeschoss des Südflügels des Gemeindehauses 2024

Im Jahr 2024 begannen umfangreiche Sanierungs- und Umbauarbeiten des Gemeindehauses, das aus Brandschutzgründen nur noch eingeschränkt genutzt werden durfte.

## Versammlungsort der Bekennenden Kirche
In der Zeit des Nationalsozialismus war das Gemeindehaus auch Treffpunkt von gut besuchten Veranstaltungen und Gruppen der oppositionellen Bekennenden Kirche. Monatlich trafen sich im Saal Lehrer und Lehrerinnen aus ganz Berlin, die sich zur Bekennenden Kirche hielten unter der Leitung des späteren Propstes Heinrich Grüber.